# Zentsūji (Kagawa)

Ubicación de Zentsūji en la prefectura de Kagawa.

Zentsūji (善通寺市 -shi?) lit. templo Zentsu, es una ciudad de la prefectura de Kagawa, en Japón. Posee una población de 36.010 habitantes y un área de 39,88 km². Es cuna del Kobo Daishi o Kukai.
- Wikimedia Commons alberga una categoría multimedia sobre Zentsūji.

- Datos: Q191300
- Multimedia: Zentsuji, Kagawa / Q191300